# Organización Musulmana Yugoslava
La Organización Musulmana Yugoslava, a veces también llamada Liga Musulmana Yugoslava (en serbocroata: Jugoslavenska Muslimanska Organizacija, JMO) fue un partido yugoslavo de entreguerras apoyado sobre todo por los musulmanes bosnios.
Fundado en Sarajevo el 16 de febrero de 1919, fue dirigida por Mehmed Spaho.
Durante las sucesivas elecciones, la JMO basaba sus mensajes en la religión más que en la nacionalidad, declarando el voto de los musulmanes a otro partido o la abstención un pecado. Tuvo una notoria influencia en las instituciones religiosas musulmanas y fue el partido dominante de la política en Bosnia-Hercegovina. El partido trató de conseguir el voto de todos los musulmanes yugoslavos, animándoles a no emigrar a Turquía sino a permanecer en el país.
En 1921 la JMO se alineó con los partidos serbios en el gobierno, apoyando la nueva constitución centralista del país. En 1922 se rompieron las buenas relaciones con los partidos serbios al crearse la Organización Popular Musulmana Yugoslava (JMNO), que la desplazó como socio de estos. El nuevo partido, sin embargo, no logró atraer a los votantes de la JMO.
En 1923, el partido creó la organización cultural Narodna Uzdanica ("Esperanza Popular").
Más tarde el partido entró en una efímera alianza con el Partido Popular Esloveno y el Partido Campesino Croata, que se deshizo en 1925. Entonces el partido se encontró aislado políticamente y fue objeto de ataques por parte de los paramilitares serbios, que trataron sin éxito de asesinar a su jefe, Mehmed Spaho.
En las elecciones de 1927 sufrió el castigo de sus votantes, pasando a formar parte de una coalición de gobierno con otros partidos serbios. A partir de este momento el partido empezó a hacer más hincapié en su naturaleza bosnia frente a la puramente musulmana o yugoslava.
El JMO fue prohibido por el rey Alejandro junto con el resto de partidos basados en nacionalidades al declarar este la dictadura real el 6 de enero de 1929.

## Resultados electorales
Resultados de la formación en los años veinte, 1920-1927:
| Año  | Porcentaje de votos | Escaños |
| ---- | ------------------- | ------- |
| 1920 | 6.9                 | 24      |
| 1923 | 5.2                 | 18      |
| 1925 | 5.4                 | 15      |
| 1927 | 2.5                 | 18      |